# Ichneumon vaucheri
Ichneumon vaucheri är en stekelart som beskrevs av Maurice Pic 1902. Ichneumon vaucheri ingår i släktet Ichneumon och familjen brokparasitsteklar. Inga underarter finns listade i Catalogue of Life.